# مسجد خالد بن ولید
مسجد خالد بن ولید (عربی: مَسْجِد خَالِد ٱبْن ٱلْوَلِید‎، ت. «Masjid Khālid ibn al-Walīd»)، مسجدی در حمص سوریه است که در پارکی در امتداد خیابان حماه در میدان الشهدا واقع شده است. این مسجد به خالد بن ولید، یک فرمانده نظامی عرب که رهبری فتح شام به‌دست مسلمانان در قرن هفتم پس از نبرد سرنوشت‌ساز یرموک، که به حکومت بیزانس در سوریه پایان داد، اختصاص دارد. مزار سر گنبد او در گوشه‌ای از نمازخانه قرار دارد و زیارتگاه بوده است. دو مناره بلند با گالری‌های باریک که از ردیف‌های افقی متناوب سنگ سفید و سیاه ساخته شده‌اند، در حاشیه‌های شمال غربی و شمال شرقی ساختمان قرار دارند و سبک معماری سنتی اسلامی شام را منعکس می‌کنند.

## مکان

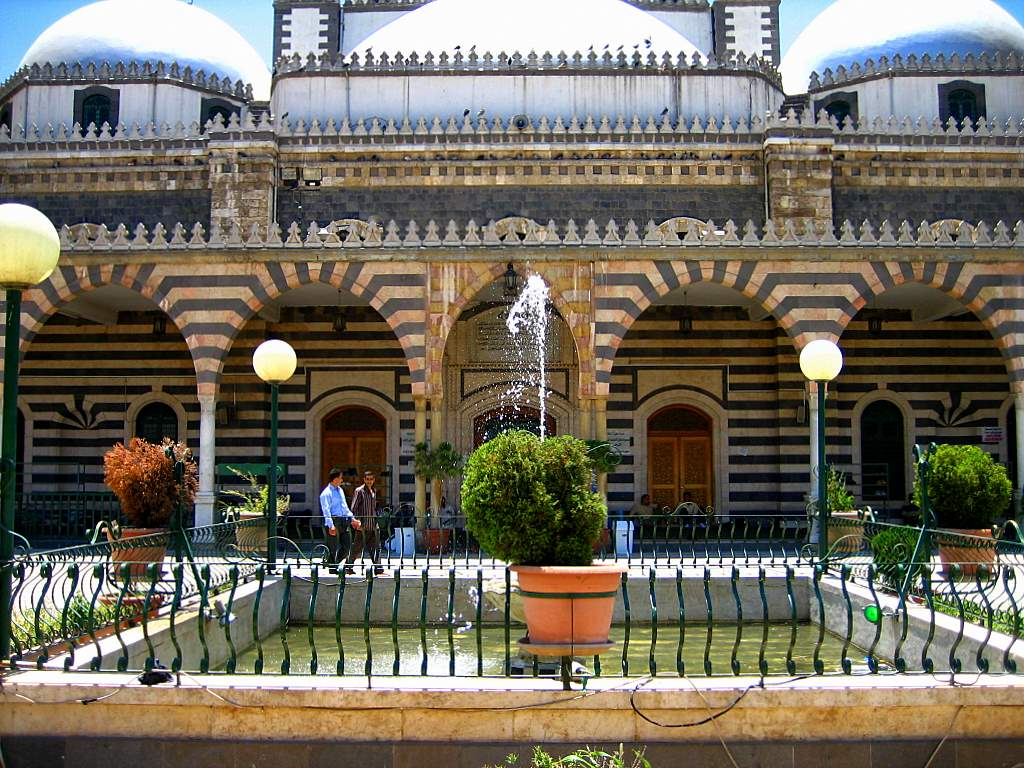
حیاط مسجد سبک معماری ممالیک را به نمایش می‌گذارد

این مسجد در پارکی در کنار خیابان حما در حدود ۵۰۰ متر (۱٬۶۰۰ فوت) در شمال خیابان شکری القوتلی، ۴۰۰ متر (۱٬۳۰۰ فوت) در جنوب غربی بیمارستان ملی و ۳۰۰ متر (۹۸۰ فوت) از بازار میدان شهدا واقع شده است.
زمین‌ها
در حیاط از سنگ کاری به سبک ابلق مملوک استفاده شده است. قبرستان قدیمی که زمانی دور تا دور مسجد را احاطه کرده بود جابجا شد و به جای آن باغ بزرگی ایجاد شده است.

## تاریخچه
ظاهراً در سده هفتم مسجد کوچکی در مجاورت آرامگاه خالد بن ولید ساخته شد. زیارتگاه داخلی کنونی که مقبره خالد را در خود جای داده است، مربوط به قرن یازدهم است، و به عنوان یک «مرکز زیارتی مهم» در نظر گرفته می‌شود.
در منابع متعدد آمده است که مسجد خالد بن ولید در ابتدا در اطراف آرامگاه خالد در زمان سلطنت مملوک سلطان الظاهر بایبارس درسال ۱۲۶۵ میلادی ساخته شد. این بنا بعداً در زمان سلطنت مملوک سلطان اشرف خلیل درسال ۱۲۹۱ میلادی بازسازی شد. بر اساس سنت محلی، زمانی که تیمور لنگ در اوایل سده پانزدهم به سوریه حمله کرد، حمص را از ویرانی مصون داشت، زیرا در آن مسجد و مقبره خالد بن ولید وجود داشت، که وی با توجه به نقش خالد بن ولید به عنوان یاران محمد پیامبر اسلام و فرمانده ارتش خلافت راشدین و فرمانده شهر مسلمان سوریه، به او احترام زیادی قائل بود.
در طول سده‌های هفدهم و هجدهم، در دوران حکومت عثمانی، خاندان دندانان، برجسته‌ترین طایفه از قبیله بنی‌خالد عرب، سهمی در سهم درآمد گسترده آرامگاه و مسجد داشتند. بنی خالد ادعا می‌کردند که از خالد بن ولید و قبایل همراهی که در فتح سوریه تحت فرمان او شرکت داشتند، هستند. با این حال، ادعای اصل و نسب آنها قبلاً توسط مورخ عصر ممالیک ابوالعباس قلقشندی رد شده بود.
مسجد امروزی در اوایل قرن بیستم ساخته شد، اگرچه برخی منابع ادعا می‌کنند که قدمت آن به اواخر قرن ۱۹ می‌رسد. ناظم حسین پاشا، فرماندار عثمانی سوریه بین سالهای ۱۸۹۵ و ۱۹۰۹، در زمان سلطان عبدالحمید دوم، دستور تخریب مسجد دوره ممالیک را برای نوسازی داد. بازسازی درسال ۱۹۱۲، پس از پایان دوره فرمانداری حسین پاشا به پایان رسید. بنابر این، مسجد خالد بن ولید کنونی ساخت نسبتاً جدیدی است و به دلیل سبک معماری عثمانی آن مورد توجه قرار گرفته است. به گفته مورخ دیوید نیکول، ساخت این مسجد توسط دولت عثمانی تلاشی برای حفظ وفاداری ساکنان عرب سوریه بود که به‌طور فزاینده ای ناآرام بودند. در سالهای بعد خالد به عنوان قهرمان و نماد ملی‌گرایی عرب پذیرفته شد.

### دوران مدرن
از سال ۲۰۰۷، فعالیت‌های مسجد توسط شیوخ هیثم السعید و احمد میثقان سازماندهی شد. تمبرهایی که این مسجد را به تصویر می‌کشد در چند فرقه منتشر شده است.
مسجد خالد بن ولید در طول جنگ داخلی سوریه نماد شورشیان ضد دولتی بوده است. به گزارش نیویورک تایمز، نیروهای امنیتی سوریه در ۱۸ ژوئیه ۲۰۱۱، ۱۰ معترض را که در مراسم تشییع جنازه شرکت کرده بودند، هنگام خروج از مسجد کشتند مسجدی که دولت سوریه اعلام کرد که توسط شورشیان به «انبار اسلحه و مهمات» تبدیل شده بود، در ۲۷ ژوئیه ۲۰۱۳ توسط شورشیان رها شد. گلوله‌باران نیروهای دولتی به آرامگاه خالد بن ولید در داخل مسجد آسیب رساند. پس از تسخیر این مسجد توسط ارتش سوریه، رسانه‌های دولتی آسیب‌های سنگینی را در داخل مسجد نشان دادند، از جمله برخی قسمت‌هایی از آن سوخته و در آرامگاه ویران شده بود. این مسجد توسط رمضان قدیروف رهبر چچن بازگشایی شد و مسجد را بازسازی کرد.

## معماری
این مسجد به سبک معماری عثمانی است: دارای یک حیاط بزرگ است، و «دیوارها به نوارهای متناوب از سنگ سیاه و سفید تزئین شده‌اند»، یعنی معماری ابلق. آنرا با دو مناره سنگی بلند و سفید خود متمایز می‌کند که دارای گالری‌های باریک ساخته شده از سنگ سفید و سیاه است که در ردیف‌های افقی متناوب قرار گرفته‌اند. این ساختمان‌ها که در بخش‌های شمال غربی و شمال شرقی ساختمان قرار دارند، منعکس‌کننده سبک معماری سنتی اسلامی شام هستند. مناره‌ها و قاب پنجره‌ها از سنگ آهک سفید ساخته شده است. گنبد مرکزی فلزی ساختمان به رنگ نقره‌ای است و نور خورشید را منعکس می‌کند. توسط چهار ستون عظیم که به سبک ابلق مملوکی ساخته شده‌اند پشتیبانی می‌شود. علاوه بر گنبد مرکزی بزرگ، ۹ گنبد کوچکتر نیز وجود دارد.
یک نمازخانه بزرگ بیشتر فضای داخلی مسجد را تشکیل می‌دهد. دیوارها از سنگ بازالت ساخته شده‌اند، مصالح ساختمانی که به‌طور گسترده در حمص در دسترس است. آرامگاه خالد بن ولید در یک گوشه است. آرامگاه خالد دارای گنبدی پرآذین و فضای داخلی است که بیش از ۵۰ نبرد پیروزمندانه را به تصویر می‌کشد. پسرش در کنار او به خاک سپرده شده است. تابوت چوبی حکاکی شده با کتیبه‌های کوفی و به نقل از قرآن بر روی آرامگاه خالد بن ولید قرار داده شده است. که در حین بازسازی، تابوت به موزه ملی دمشق منتقل شد.
گوشه ای از مسجد نیز شامل یک تابوت کوچک پوشیده از پارچه سبز است که گمان می‌رود آرامگاه عبید الله بن عمر باشد.